# Faramea luteovirens
Faramea luteovirens är en måreväxtart som beskrevs av Paul Carpenter Standley. Faramea luteovirens ingår i släktet Faramea och familjen måreväxter. Inga underarter finns listade i Catalogue of Life.